# Callisto (satelit)
Callisto (/ka'lis.to/), sau Jupiter IV, este al doilea cel mai mare satelit al lui Jupiter, după Ganymede. Este al treilea satelit ca mărime din Sistemul Solar după Ganymede și Titan și cel mai mare obiect din Sistemul Solar care poate să nu fie bine diferențiat. Callisto a fost descoperit în 1610 de Galileo Galilei. Cu un diametru de 4821, Callisto are aproximativ 99% diametrul planetei Mercur, dar doar aproximativ o treime din masa sa. Este al patrulea satelit galilean al lui Jupiter după distanță, cu o rază orbitală de aproximativ 1883000 km.  Nu se află într-o rezonanță orbitală ca ceilalți trei sateliți galileeni - Io, Europa și Ganymede - și, prin urmare, nu este încălzit mareic apreciabil.  Rotația lui Callisto este sincronă cu orbita sa în jurul lui Jupiter, astfel încât aceeași emisferă este întotdeauna îndreptată spre interior. Din această cauză, pe suprafața lui Callisto există un punct sub-jovian, de pe care Jupiter ar părea să atârne direct deasupra capului. Este mai puțin afectat de magnetosfera lui Jupiter decât ceilalți sateliți interiori din cauza orbitei sale mai îndepărtate, situată chiar în afara centurii principale de radiație a lui Jupiter.  
Callisto este compus din cantități aproximativ egale de rocă și gheață, cu o densitate de aproximativ 1.83, cea mai scăzută densitate și gravitație a sateliților majori ale lui Jupiter. Compușii detectați spectroscopic la suprafață includ gheață,  dioxid de carbon, silicați și compuși organici. Investigația navei spațiale Galileo a dezvăluit că Callisto ar putea avea un miez mic de silicat și, posibil, un ocean subteran de apă lichidă  la adâncimi mai mari de 100 km.  
Suprafața lui Callisto este cea mai veche și cea mai puternic craterată din Sistemul Solar.  Suprafața sa este complet acoperită cu cratere.  Nu prezintă semne ale proceselor subterane, cum ar fi tectonica plăcilor sau vulcanismul, fără semne că activitatea geologică în general a avut loc vreodată și se crede că a evoluat predominant sub influența impacturilor.  Caracteristicile proeminente ale suprafeței includ structuri multi-inelate, cratere de impact de diferite forme și lanțuri de cratere ( catenae ) și scarpurile, crestele și depozitele asociate.  La scară mică, suprafața este variată și este alcătuită din depozite mici, strălucitoare de brumă la vârfurile petelor înalte, înconjurate de o pătură joasă, netedă, de material întunecat.  Se crede că aceasta rezultă din degradarea condusă de sublimare a formelor de relief mici, care este susținută de deficitul general de cratere mici și prezența a numeroase bucăți mici, considerate a fi rămășițele acestora.  Vârstele absolute ale formelor de relief nu sunt cunoscute.
Callisto este înconjurat de o atmosferă extrem de subțire compusă din dioxid de carbon  și probabil oxigen molecular,  precum și de o ionosferă destul de intensă.  Se crede că Callisto s-a format prin acumulare lentă de pe discul de gaz și praf care l-a înconjurat pe Jupiter după formarea sa.  Creșterea treptată a lui Callisto și lipsa încălzirii mareice au însemnat că nu era disponibilă suficientă căldură pentru diferențierea rapidă. Convecția lentă din interiorul lui Callisto, care a început la scurt timp după formare, a condus la diferențierea parțială și, posibil, la formarea unui ocean subteran la o adâncime de 100-150. km și un miez mic, stâncos. 
Prezența probabilă a unui ocean în Callisto lasă deschisă posibilitatea ca acesta să adăpostească viață. Cu toate acestea, se consideră că condițiile sunt mai puțin favorabile decât în Europa din apropiere.  Diverse sonde spațiale de la Pioneer 10 și 11 până la Galileo și Cassini l-au studiat pe Callisto. Datorită nivelurilor sale scăzute de radiație, Callisto a fost considerat de mult timp cel mai potrivit loc pentru o bază umană pentru explorarea viitoare a sistemului Jovian. 

## Istorie

### Descoperire
Callisto a fost descoperit de Galileo în ianuarie 1610, împreună cu alți trei mari sateliți jovieni - Ganymede, Io și Europa. 

### Nume
Callisto este numit după unul dintre numeroșii iubitori ai lui Zeus sau alți parteneri din mitologia greacă. Callisto a fost o nimfă (sau, conform unor surse, fiica lui Lycaon ) care a fost asociată cu zeița vânătorii, Artemis.  Numele a fost sugerat de Simon Marius la scurt timp după descoperirea lui Callisto.  Marius i-a atribuit sugestia lui Johannes Kepler. 
„... autem celebrantur tres fœminæ Virgines, quarum furtivo amore Iupiter captus & positus est... Calisto Lycaonis... filia... à me vocatur... Quartus denique Calisto... [Io,] Europa, Ganimedes puer, atque Calisto, lascivo nimium perplacuere Jovi.”
„...Mai întâi, vor fi onorate trei tinere care au fost capturate de Jupiter pentru dragoste secretă, [inclusiv] Callisto, fiica lui Lycaon...În final, al patrulea  [satelit] este numit de mine Callisto... Io, Europa, băiatul Ganymede, și Callisto l-au încântat foarte mult pe Jupiter.”

Sateliții galileenei în jurul lui Jupiter
Jupiter

Cu toate acestea, numele sateliților galileeni au ieșit din uz pentru o perioadă considerabilă de timp și nu au reintrat în uz comun până la mijlocul secolului al XX-lea. În cea mai mare parte a literaturii astronomice anterioare, Callisto este denumit prin denumirea sa numerică romană, un sistem introdus de Galileo, ca Jupiter IV sau „al patrulea satelit al lui Jupiter”. 

## Orbită și rotație

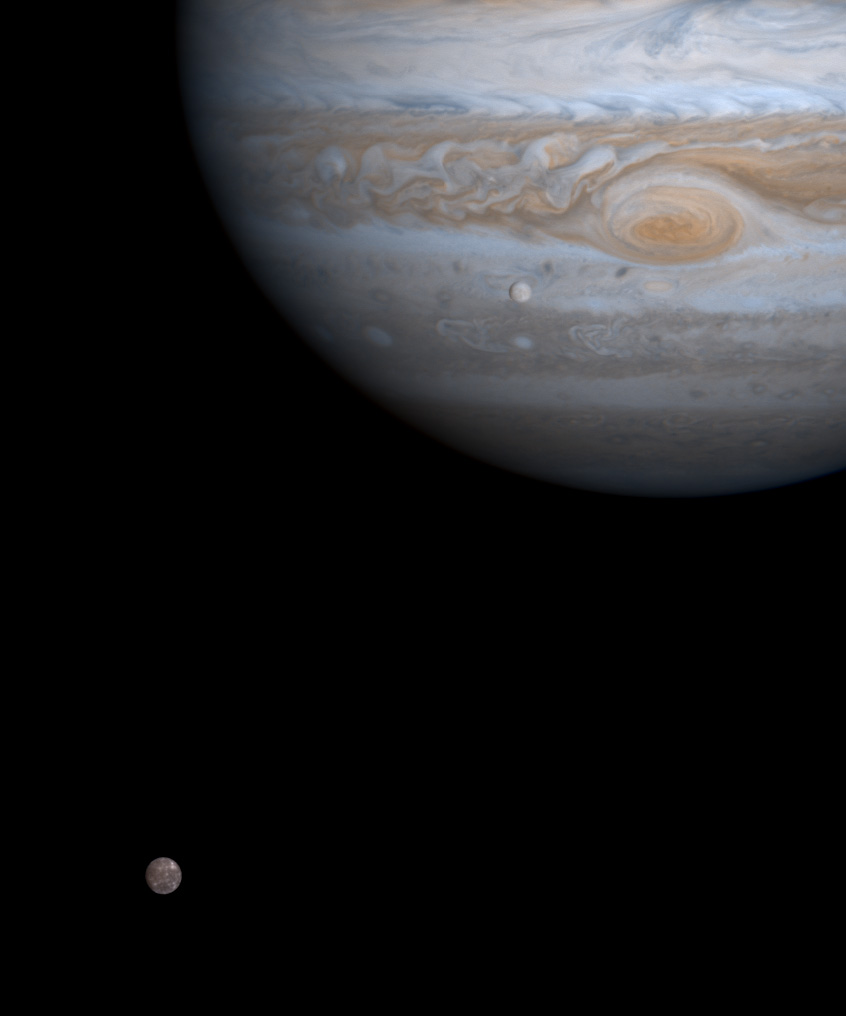
Callisto (stânga jos), Jupiter (dreapta sus) și Europa (sub și stânga Marei pete roșii al lui Jupiter) văzute de Cassini–Huygens

Callisto este cel mai exterior dintre cei patru sateliți galileeni ai lui Jupiter. Orbitează la o distanță de aproximativ 1.880.000km (26,3 ori 71.492 km raza lui Jupiter însuși).  Aceasta este semnificativ mai mare decât raza orbitală—1.070.000 km — de cel mai apropiat satelit galilean, Ganymede. Ca urmare a acestei orbite relativ îndepărtate, Callisto nu participă la rezonanța în care cei trei sateliți interiori galileeni sunt blocați - și probabil nu a făcut-o niciodată. 
La fel ca majoritatea altor sateliți planetari obișnuiți, rotația lui Callisto este blocată pentru a fi sincronă cu orbita sa.  Durata zilei lui Callisto, concomitent cu perioada sa orbitală, este de aproximativ 16,7 zile pământești. Orbita sa este foarte puțin excentrică și înclinată față de ecuatorul Jovian, excentricitatea și înclinația schimbându-se cvasi-periodic datorită perturbațiilor gravitaționale solare și planetare pe o scară de timp de secole. Intervalele de modificare sunt 0,0072–0,0076 și, respectiv, 0,20–0,60°.  Aceste variații orbitale fac ca înclinarea axială (unghiul dintre axa de rotație și cea orbitală) să varieze între 0,4 și 1,6°. 
Izolarea dinamică a lui Callisto înseamnă că nu a fost niciodată încălzit mareic apreciabil, ceea ce are consecințe importante pentru structura și evoluția sa internă.  Distanța sa față de Jupiter înseamnă, de asemenea, că fluxul de particule încărcate din magnetosfera lui Jupiter la suprafața sa este relativ scăzut - de aproximativ 300 de ori mai mic decât, de exemplu, cel de pe Europa. Prin urmare, spre deosebire de ceilalți sateliți galileeni, iradierea cu particule încărcate a avut un efect relativ minor asupra suprafeței lui Callisto.  Nivelul de radiație de la suprafața lui Callisto este echivalent cu o doză de aproximativ 0,01 rem (0,1 mSv ) pe zi, care este de peste zece ori mai mare decât radiația medie de fond a Pământului.  

## Caracteristici fizice

### Compoziție

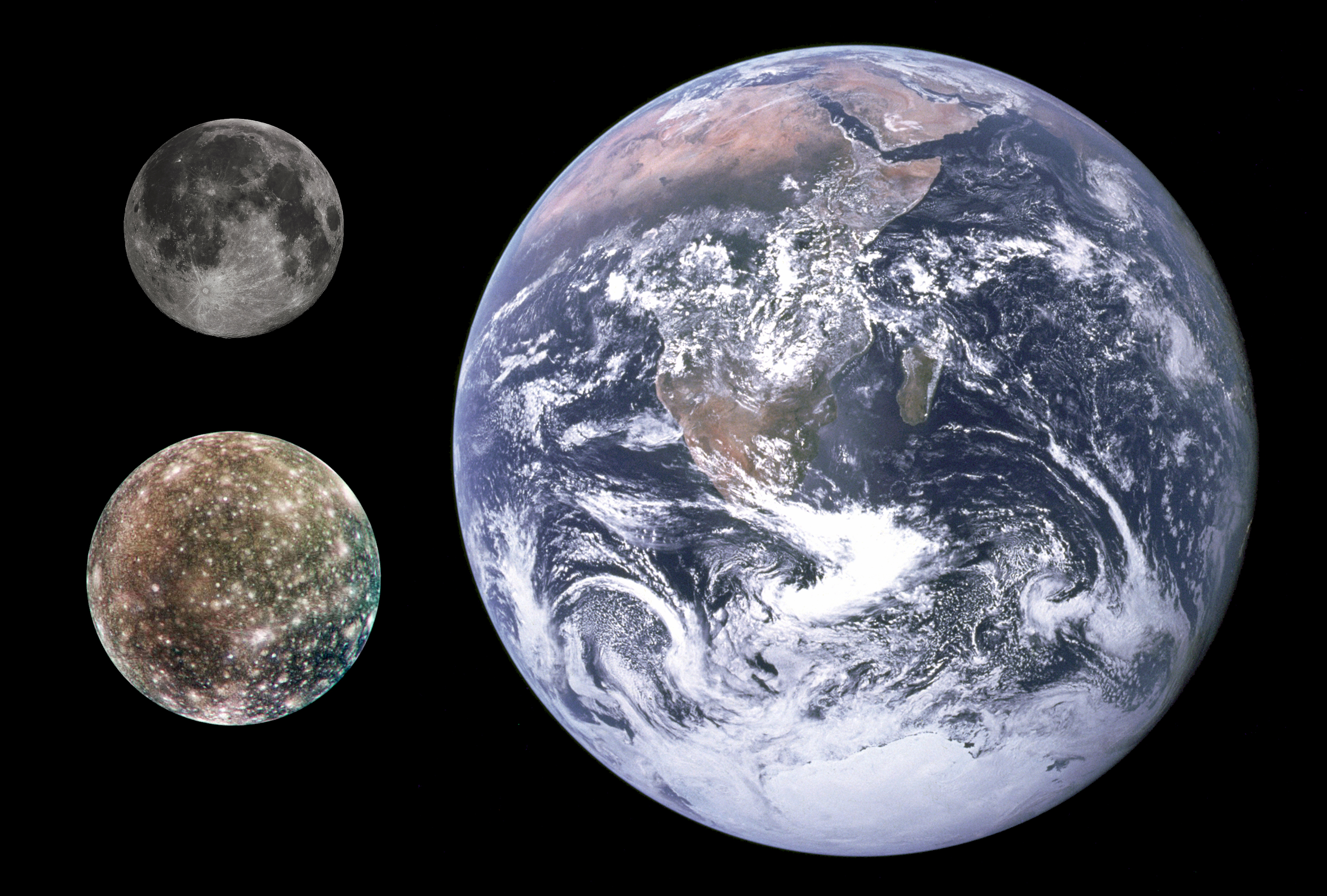
Comparația mărimilor Pământului, Lunii și lui Callisto

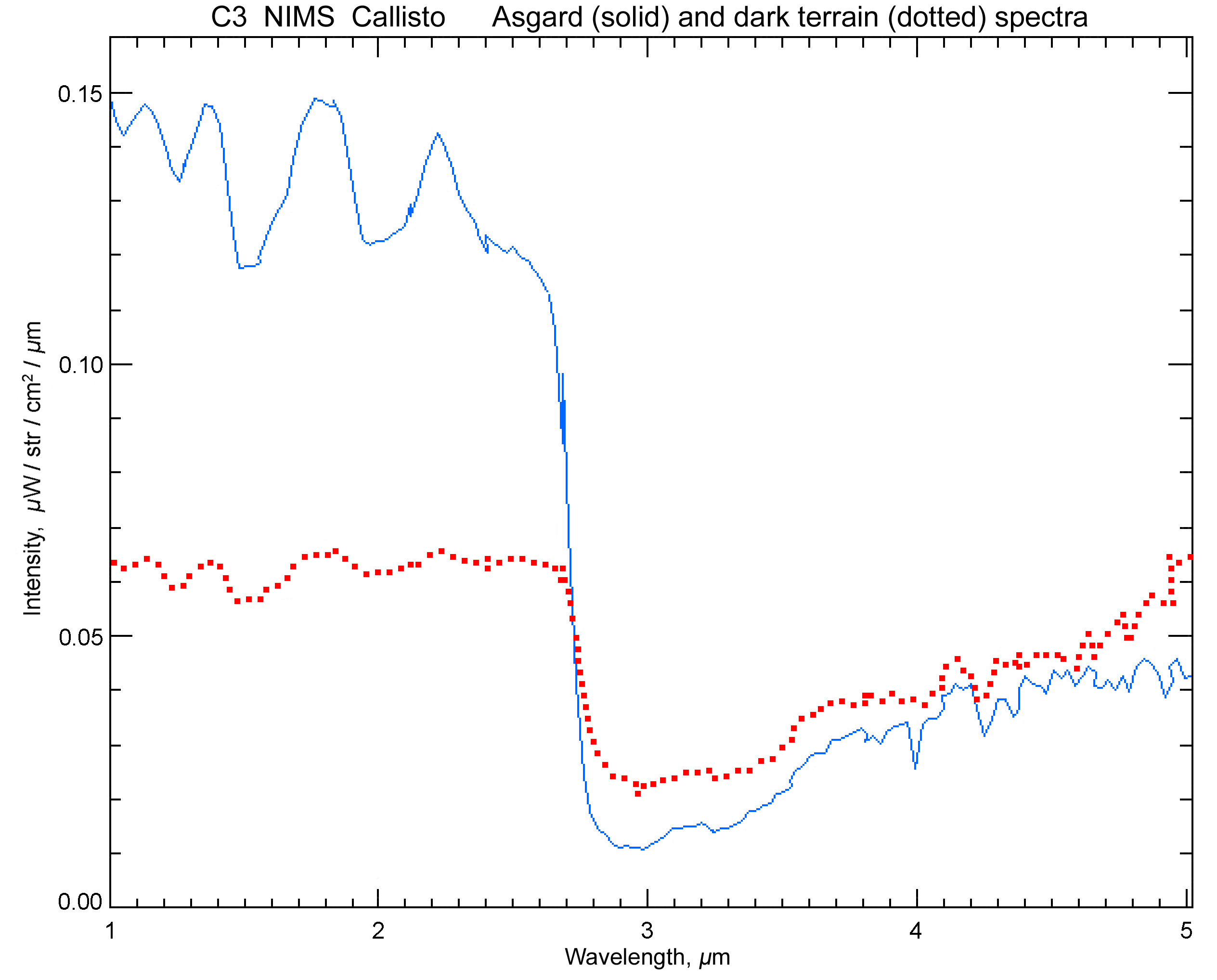
Spectrele IR apropiate ale câmpiilor craterizate întunecate (roșu) și structura de impact Asgard (albastru), care arată prezența mai mare a gheții (benzi de absorbție de la 1 la 2 μm) și mai puțin material stâncos în Asgard.

Densitatea medie a lui Callisto, 1,83 g/cm 3,  sugerează o compoziție de părți aproximativ egale de material de rocă și gheață, cu unele ghețuri volatile suplimentare, cum ar fi amoniacul.  Fracția de masă a gheții este de 49–55%.   Compoziția exactă a componentei de rocă a lui Callisto nu este cunoscută, dar este probabil apropiată de compoziția condritelor obișnuite de tip L/LL,  care se caracterizează prin mai puțin fier total, mai puțin fier metalic și mai mult oxid de fier decât condritele H. Raportul de greutate dintre fier și siliciu este de 0,9–1,3 în Callisto, în timp ce raportul solar este de aproximativ 1:8. 
Suprafața lui Callisto are un albedo de aproximativ 20%.  Compoziția sa de suprafață este considerată a fi în general similară cu compoziția sa în ansamblu. Spectroscopia în infraroșu apropiat a scos la iveală prezența benzilor de absorbție a gheții la lungimi de undă de 1,04, 1,25, 1,5, 2,0 și 3,0 micrometri.  Gheața pare să fie omniprezentă pe suprafața Callisto, cu o fracție de masă de 25–50%.  Analiza spectrelor de înaltă rezoluție, în infraroșu apropiat și UV obținute de sonda Galileo și de la sol a scos la iveală diverse alte materiale: silicați hidratați cu magneziu și fier,  dioxid de carbon,  dioxid de sulf,  și, eventual, amoniac și diferiți compuși organici.   Datele spectrale indică faptul că suprafața lui Callisto este extrem de eterogenă la scară mică. Petice mici și strălucitoare de gheață pură sunt amestecate cu pete dintr-un amestec de rocă-gheață și zone întinse întunecate, făcute dintr-un material fără gheață.  
Suprafața callistoană este asimetrică: emisfera anterioară este mai întunecată decât cea posterioară. Acest lucru este diferit pe alți sateliți galileeni, unde este adevărat inversul.  Emisfera posterioară  a lui Callisto pare să fie îmbogățită în dioxid de carbon, în timp ce emisfera anterioară are mai mult dioxid de sulf.  Multe cratere proaspete precum Lofn prezintă, de asemenea, o îmbogățire în dioxid de carbon.  În general, compoziția chimică a suprafeței, în special în zonele întunecate, poate fi apropiată de cea observată pe asteroizii de tip D  ale căror suprafețe sunt făcute din material carbonic.

### Structura interna

Model al structurii interne a lui Callisto care arată un strat de gheață la suprafață, un posibil strat de apă lichidă și un interior de rocă-gheață

Suprafața cu multe cratere a lui Callisto se află deasupra unei litosfere reci, rigide și înghețate, care are între 80 și 150 km grosime.   Un ocean sărat la 150–200 km adâncime se poate afla sub scoarță,   indicat de studiile câmpurilor magnetice din jurul lui Jupiter și a sateliților săi.   S-a descoperit că Callisto răspunde la câmpul magnetic de fundal al lui Jupiter ca o sferă perfect conducătoare; adică câmpul nu poate pătrunde în interiorul Callisto, sugerând un strat de fluid foarte conductiv în interiorul acestuia cu o grosime de cel puțin 10 km.  Existența unui ocean este mai probabilă dacă apa conține o cantitate mică de amoniac sau alt antigel, până la 5% din greutate.  În acest caz, stratul de apă+gheață poate avea o grosime de 250–300 km.  În lipsa unui ocean, litosfera înghețată poate fi ceva mai groasă, până la aproximativ 300 km.
Sub litosferă și oceanul presupus, interiorul lui Callisto pare să nu fie nici complet uniform, nici deosebit de variabil. Datele sondei Galileo  (în special momentul adimensional de inerție  —0,3549±0,0042 — determinat în timpul zborurilor apropiate) sugerează că, dacă Callisto este în echilibru hidrostatic, interiorul său este compus din roci comprimate și gheață, cantitatea de rocă crescând odată cu adâncimea datorită tasării parțiale a constituenților săi.   Cu alte cuvinte, Callisto poate fi doar parțial diferențiat. Densitatea și momentul de inerție pentru un Callisto în echilibru sunt compatibile cu existența unui miez mic de silicat în centrul lui Callisto. Raza unui astfel de nucleu nu poate depăși 600 km, iar densitatea poate fi cuprinsă între 3,1 și 3,6 g/ cm3.   În acest caz, interiorul lui Callisto ar fi în contrast puternic cu cel al lui Ganymede, care pare a fi complet diferențiat.  
Cu toate acestea, o reanaliza din 2011 a datelor Galileo sugerează că Callisto nu este în echilibru hidrostatic; coeficientul său S22 din datele gravitaționale este anormal de 10% din valoarea sa C22, ceea ce nu este în concordanță cu un corp în echilibru hidrostatic și astfel crește semnificativ barele de eroare ale momentului de inerție al lui Callisto. Mai mult, un Callisto nediferențiat nu este în concordanță cu prezența unui ocean intern substanțial, așa cum este dedus din datele magnetice, și ar fi dificil pentru un obiect la fel de mare ca Callisto să nu reușească să se diferențieze în orice moment.  În acest caz, datele gravitaționale pot fi mai consistente cu un Callisto mai complet diferențiat cu un miez de silicat hidratat. 

### Forme de relief

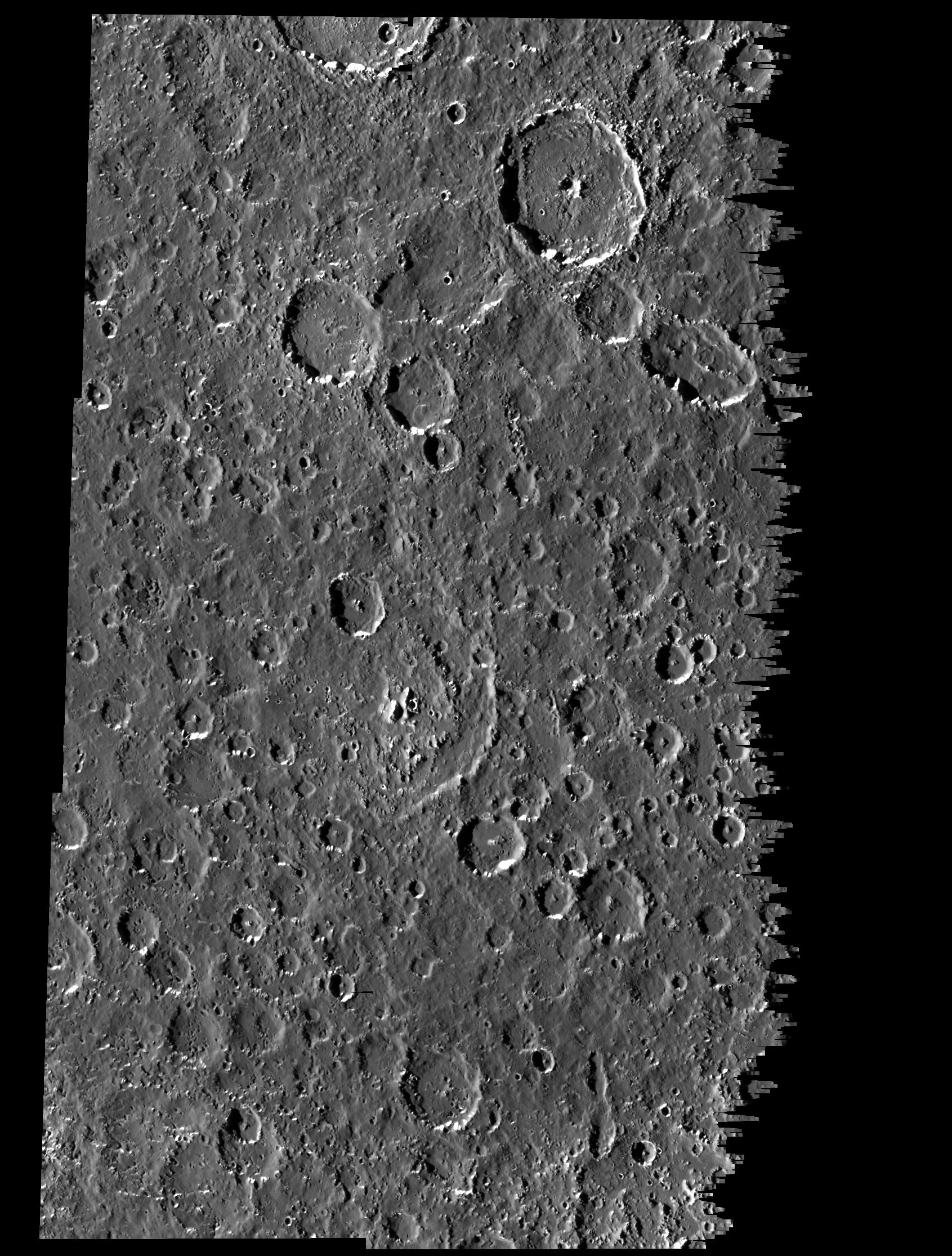
Imagine Galileo a câmpiilor craterizate, ilustrând netezirea locală omniprezentă a suprafeței lui Callisto

Suprafața antică a lui Callisto este una dintre cele mai puternic craterate din Sistemul Solar.  De fapt, densitatea craterelor este aproape de saturație: orice crater nou va avea tendința de a șterge unul mai vechi. Geologia la scară largă este relativ simplă; nu există munți mari pe Callisto, vulcani sau alte caracteristici tectonice endogene.  Craterele de impact și structurile cu mai multe inele - împreună cu fracturile asociate, escarpele și depozitele - sunt singurele forme de relief mari care se găsesc la suprafață.  
Suprafața lui Callisto poate fi împărțită în mai multe părți diferite din punct de vedere geologic: câmpii craterizate, câmpii luminoase, câmpii netede luminoase și întunecate și diverse unități asociate cu structuri speciale multi-inelate și cratere. Câmpiile craterizate constituie cea mai mare parte a suprafeței și reprezintă litosfera antică, un amestec de gheață și material stâncos. Câmpiile luminoase includ cratere strălucitoare precum Burr și Lofn, precum și rămășițele șterse ale vechilor cratere mari numite palimpseste, părțile centrale ale structurilor multi-inelate și pete izolate din câmpiile craterizate. Aceste câmpii dechise la culoare sunt considerate a fi depozite de impact înghețate. Câmpiile strălucitoare și netede constituie o mică parte din suprafața lui Callisto și se găsesc în zonele de creastă și jgheab ale formațiunilor Valhalla și Asgard și ca pete izolate în câmpiile craterizate. S-a crezut că acestea sunt legate de activitatea endogenă, dar imaginile de înaltă rezoluție ale lui Galileo au arătat că câmpiile luminoase și netede se corelează cu terenul puternic fracturat și nodur și nu prezintă semne de refacere la suprafață. Imaginile Galileo au dezvăluit, de asemenea, zone mici, întunecate și netede, cu o acoperire totală mai mică de 10.000 km 2, care par să înglobeze terenul înconjurător. Sunt posibile depozite criovulcanice. Atât câmpiile luminoase, cât și diferitele câmpii netede sunt oarecum mai tinere și mai puțin craterizate decât câmpiile craterizate de fundal.  

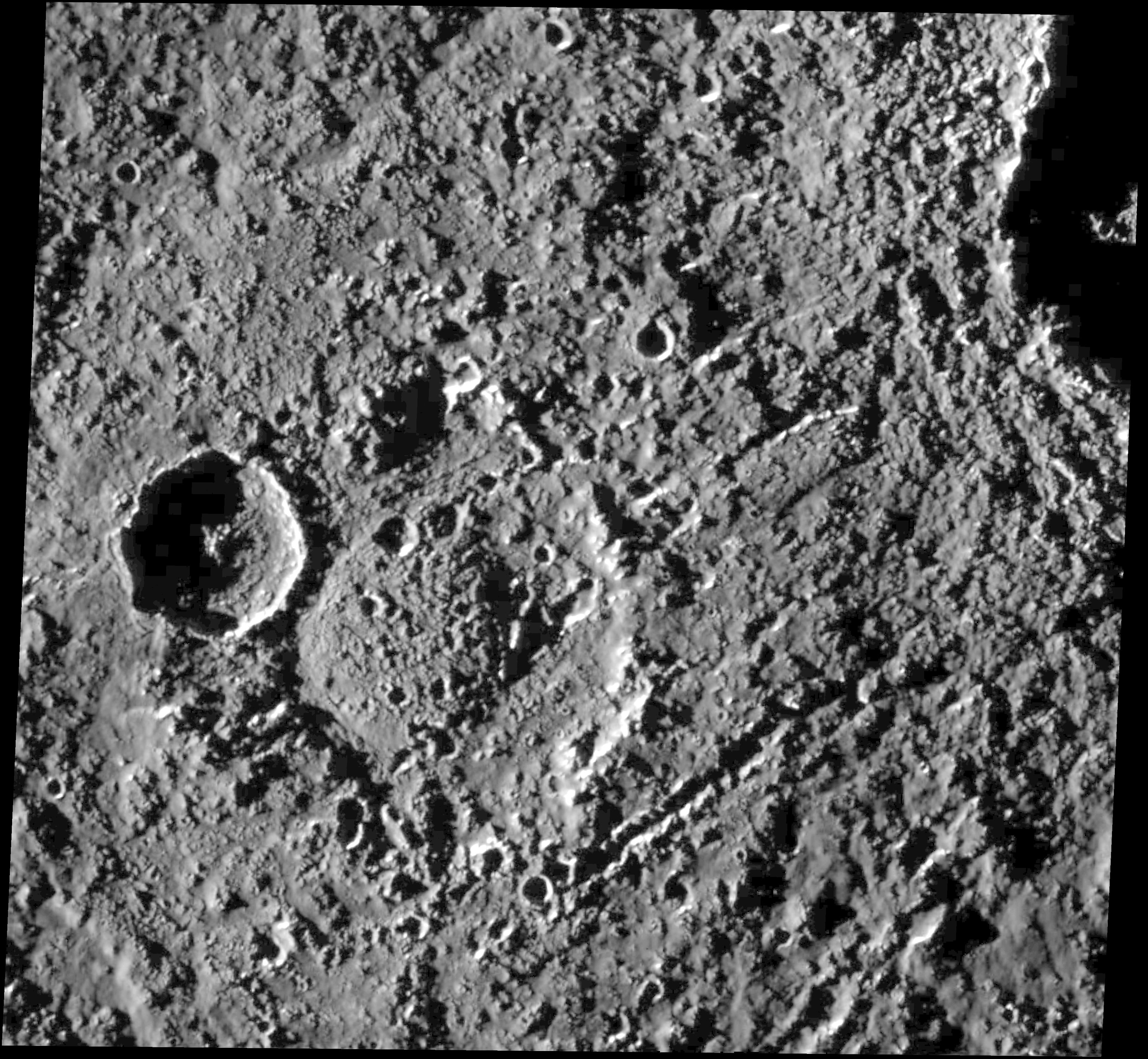
Craterul Hár cu o cupolă centrală. Lanțuri de cratere secundare de la formarea craterului mai recent Tindr, în dreapta sus, traversează terenul.

Diametrele craterelor observate variază de la 0,1 km — o limită definită de rezoluția imaginii — la peste 100 km, fără a număra structurile multi-inelate.  Cratere mici, cu diametre mai mici de 5 km, au forme simple de bol sau cu podea plată. Cei de 5–40 km au de obicei un vârf central. Forme de relief de impact mai mari, cu diametre în intervalul 25-100 km, au gropi centrale în loc de vârfuri, cum ar fi craterul Tindr.  Cele mai mari cratere cu diametre de peste 60 km pot avea cupole centrale, despre care se crede că sunt rezultatul ridicării tectonice centrale după un impact;  exemple includ craterele Doh și Hár. Un număr mic de cratere foarte mari - mai mult de 100 km în diametru — luminoase prezintă o geometrie anormală a domului. Acestea sunt neobișnuit de puțin adânci și pot fi o formă de relief de tranziție către structurile multi-inelate, ca și în cazul lui Lofn.  Craterele lui Callisto sunt în general mai puțin adânci decât cele de pe Lună.

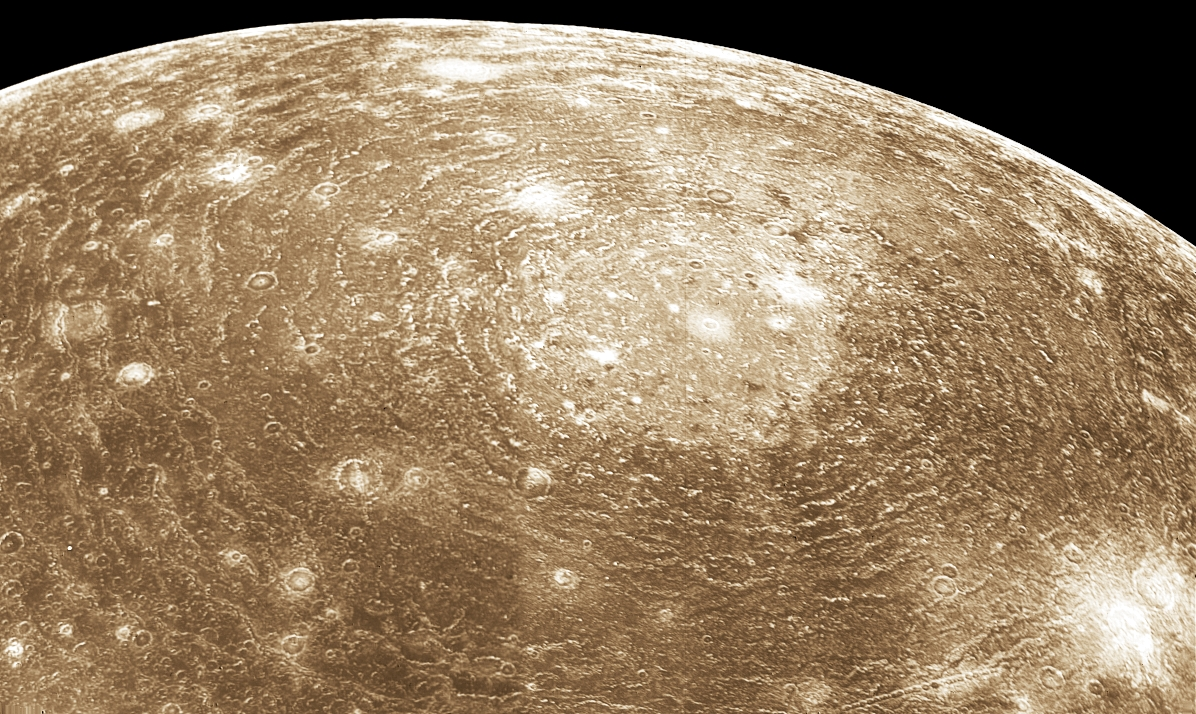
Imagine Voyager 1 cu Valhalla, o structură de impact multi-inelată cu 3800 km în diametru

Cele mai mari cratere pe suprafața lui Callisto sunt bazinele cu mai multe inele.   Două sunt enorme. Valhalla este cel mai mare, cu o regiune centrală strălucitoare de 600 kilometri în diametru și inele care se extind până la 1.800 kilometri de centru (vezi figura).  Al doilea ca mărime este Asgard, măsurând aproximativ 1.600 kilometri în diametru.  Structurile cu mai multe inele au apărut probabil ca urmare a unei fracturi concentrice post-impact a litosferei aflată pe un strat de material moale sau lichid, posibil un ocean.  Catenele - de exemplu Gomul Catena - sunt lanțuri lungi de cratere aliniate în linii drepte pe suprafață. Ele au fost, probabil, create de obiecte care au fost perturbate de forțele maeice pe măsură ce treceau aproape de Jupiter înainte de impactul asupra lui Callisto sau de impacturi foarte oblice.  Un exemplu istoric de perturbare a fost Cometa Shoemaker-Levy 9.

După cum s-a menționat mai sus, pe suprafața lui Callisto se găsesc mici pete de gheață pură cu un albedo de până la 80%, înconjurate de material mult mai întunecat.  Imaginile Galileo de înaltă rezoluție au arătat că peticele luminoase sunt localizate predominant pe elementele de suprafață ridicate: marginile craterelor, scarpurile, crestele și butoanele.  Este posibil să fie depozite subțiri de brumă. Materialul întunecat se află de obicei în zonele joase care înconjoară și învelesc zone luminoase și pare a fi neted. Formează adesea petice până la 5 km în interiorul etajelor craterelor și în depresiunile dintre cratere. 

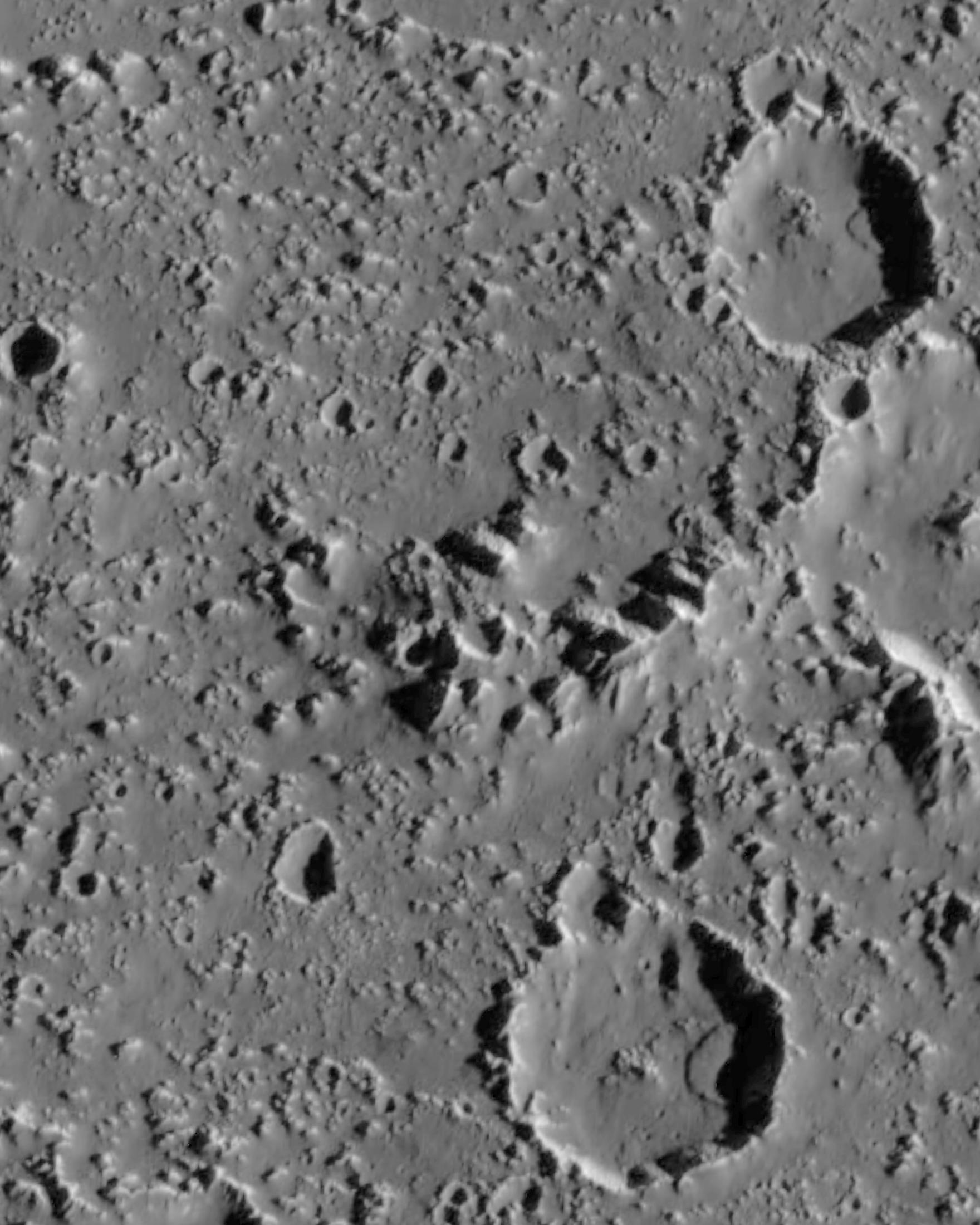
Două alunecări de teren 3–3.5 km lungime sunt vizibile în partea dreaptă a etajelor celor două cratere mari din dreapta.

La o scară sub-kilometrică, suprafața lui Callisto este mai degradată decât suprafețele altor sateliți de gheață galileeni.  De obicei, există un deficit de cratere mici cu diametre mai mici de 1 km în comparație cu, de exemplu, câmpiile întunecate de pe Ganymede.  În loc de cratere mici, formele de relief aproape omniprezente sunt butoane mici și gropi.  Se crede că butoanele reprezintă rămășițe ale marginilor craterelor degradate de un proces încă incert.  Cel mai probabil proces candidat este sublimarea lentă a gheții, care este activată de o temperatură de până la 165 K, atins într-un punct subsolar.  O astfel de sublimare a apei sau a altor substanțe volatile din gheața murdară care este roca de bază provoacă descompunerea acesteia. Resturile negheață formează avalanșe de resturi care coboară de pe versanții pereților craterului.  Astfel de avalanșe sunt adesea observate în apropierea și în interiorul craterelor de impact și sunt numite „șorțuri de resturi”.    Uneori, pereții craterelor sunt tăiați de incizii sinuoase, asemănătoare văiilor, numite „grăvi”, care seamănă cu anumite forme de relief marțiene.  În ipoteza sublimării gheții, materialul întunecat de jos este interpretat ca o pătură de resturi în principal non-gheață, care provin din marginile degradate ale craterelor și au acoperit o rocă predominant înghețată.
Vârstele relative ale diferitelor unități de suprafață de pe Callisto pot fi determinate din densitatea craterelor de pe acestea. Cu cât suprafața este mai veche, cu atât populația craterelor este mai densă.  Datarea absolută nu a fost efectuată, dar pe baza unor considerații teoretice, se crede că câmpiile craterizate sunt de ~4,5 miliarde de ani, datând aproape de la formarea Sistemului Solar. Vârstele structurilor multi-inelate și craterelor de impact depind de ratele alese de craterizare de fond și sunt estimate de diferiți autori ca variază între 1 și 4 miliarde de ani.  

### Atmosferă și ionosferă

Câmp magnetic indus în jurul lui Callisto

Callisto are o atmosferă foarte rarefiată compusă din dioxid de carbon.  A fost detectată de spectrometrul de cartografiere în infraroșu apropiat Galileo (NIMS) din caracteristica sa de absorbție lângă lungimea de undă 4,2 micrometri. Presiunea de suprafață este estimată la 7,5 picobari (0,75 μPa ) și densitatea particulelor 4 × 108 cm −3. Pentru că o atmosferă atât de subțire s-ar pierde doar în aproximativ 4 zile (vezi evadare atmosferică ), trebuie reînnoită în mod constant, eventual prin sublimarea lentă a gheții de dioxid de carbon din scoarța de gheață a lui Callisto,  care ar fi compatibilă cu ipoteza sublimării-degradării pentru formarea butoanelor de la suprafață.
Ionosfera lui Callisto a fost detectată pentru prima dată în timpul zborurilor lui Galileo;  densitatea sa mare de electroni de 7–17 × 104 cm −3 nu poate fi explicată numai prin fotoionizarea dioxidului de carbon atmosferic. Prin urmare, se suspectează că atmosfera lui Callisto este de fapt dominată de oxigen molecular (în cantități de 10-100 de ori mai mari decât CO
2 ).  Cu toate acestea, oxigenul nu a fost încă detectat direct în atmosfera lui Callisto. Observațiile cu telescopul spațial Hubble (HST) au plasat o limită superioară a posibilei sale concentrații în atmosferă, pe baza lipsei de detectare, care este încă compatibilă cu măsurătorile ionosferice.  În același timp, HST a fost capabil să detecteze oxigenul condensat prins pe suprafața lui Callisto. 
Hidrogenul atomic a fost detectat, de asemenea, în atmosfera lui Callisto prin analiza recentă a datelor telescopului spațial Hubble din 2001.  Imaginile spectrale realizate pe 15 și 24 decembrie 2001 au fost reexaminate, dezvăluind un semnal slab de lumină împrăștiată care indică o coronă de hidrogen. Luminozitatea observată din lumina soarelui împrăștiată în corona de hidrogen a lui Callisto este de aproximativ două ori mai mare atunci când se observă emisfera anterioară. Această asimetrie poate proveni dintr-o abundență diferită de hidrogen atât în emisfera anterioară cât și în emisfera posterioară. Cu toate acestea, această diferență emisferică în luminozitatea coronei de hidrogen a lui Callisto este probabil să provină din stingerea semnalului din geocorona Pământului, care este mai mare atunci când se observă emisfera posterioară. 
În ultimii ani, s-au făcut încercări de a modela atmosfera lui Callisto pentru a obține o mai bună înțelegere a impactului interacțiunilor moleculare de coliziune.  Modelarea atmosferei lui Callisto a constat într-o metodă cinectică de simulare a ciocnirilor care au loc între elementele constitutive ale atmosferei satelitului. Sprijinită de Divizia de explorare a sistemului solar a NASA Goddard Space Flight Center, o echipă de cercetători de la Centrul pentru Științe Spațiale de la NYU Abu Dhabi a simulat mediile lui Callisto pe o singură componentă și pe o bază multicomponentă de compuși volatili radiolitici.  Elementele constitutive luate în considerare în timpul simulării sunt cele menționate anterior și observate în atmosfera lui Callisto de către Telescopul Spațial Hubble: dioxid de carbon, oxigen molecular și hidrogen molecular. În cadrul modelului de cinetică moleculară utilizat pentru simulare, densitatea atmosferică aparent mare a lui Callisto poate fi descrisă prin acomodarea termică și desorbția compușilor enumerați mai sus. Această desorbție termică se propune a fi un produs al expunerii solare, cu variații mari de temperatură observate în timpul ciclului de zi și de noapte al satelitului. Prin utilizarea metodei Monte Carlo de simulare directă (DSMC), schimbul de energie între gazul molecular dinamic este evaluat cu fizica computațională a particulelor.  Datorită tranziției de la interacțiunile de coliziune la interacțiunile fără coliziune, metoda DSMC poate descrie atmosfera lui Callisto cu o acuratețe relativă.  Fiecare particulă a volatililor radiolitici a fost evaluată ținând cont de factori precum poziția inițială, viteza și energia internă. Având în vedere că metoda este tranzitorie prin natură, coliziunile atmosferice și desorbția termică au efect până când fiecare compus radiolitic volatil prezintă proprietăți de stare staționară la nivel macroscopic. Încălzirea și răcirea radiativă a atmosferei se evaluează la prânz și la miezul nopții, timpi care descriu când transferul de căldură respectiv este la maxim pentru fiecare capăt al scalei. Este important de remarcat că aceste simulări sunt efectuate în ipoteza că dioxidul de carbon, oxigenul și hidrogenul găsite în atmosfera lui Callisto se desorb termic în regolitul satelituluii, iar toate dinamicele termice prezentate sunt reprezentate doar de interacțiunea cinetică moleculară. Într-o evaluare a datelor prezentate pe parcursul simulării, densitatea atmosferei lui Callisto poate fi descrisă prin captarea hidrogenului gazos prin interacțiunea moleculară cu gazele mai grele, și anume dioxidul de carbon și oxigenul. Se presupune că cele trei volatile radiolitice sunt prezente pe întreaga suprafață a satelitului și sunt expulzate prin excitație termică. Odată ce compușii sunt încălziți, ei încep să radieze spre exterior de la suprafața satelitului. Datorită naturii mai ușoare a hidrogenului, se observă că acesta este constituentul principal implicat în coliziunea moleculară, încercând să scape prin fisurile macroscopice dintre constituenții mai grei. Această simulare oferă o perspectivă mai atentă asupra modului în care aceste interacțiuni cinetice dintre molecule influențează excitația fiecărui constituent și cum afectează aceasta atmosfera lui Callisto. Deși simulările sunt limitative din punct de vedere al variabilelor luate în considerare, se ajunge la concluzia că modelul de cinetică moleculară utilizat oferă densități simulate care se corelează cu pragurile așteptate prin intermediul detecției experimentale. 

## Origine și evoluție
Diferențierea parțială a lui Callisto (dedusă de exemplu din măsurătorile momentului de inerție) înseamnă că nu a fost niciodată încălzit suficient pentru a-și topi componenta de gheață.  Prin urmare, cel mai favorabil model al formării sale este o acreție lentă în subnebuloasa Joviană de densitate scăzută - un disc de gaz și praf care a existat în jurul lui Jupiter după formarea sa.  O astfel de etapă de acumulare prelungită ar permite răcirii să țină pasul în mare măsură cu acumularea de căldură cauzată de impacturi, dezintegrare radioactivă și contracție, prevenind astfel topirea și diferențierea rapidă.  Scala de timp permisă de formare a lui Callisto se află atunci în intervalul 0,1 milioane–10 milioane de ani. 

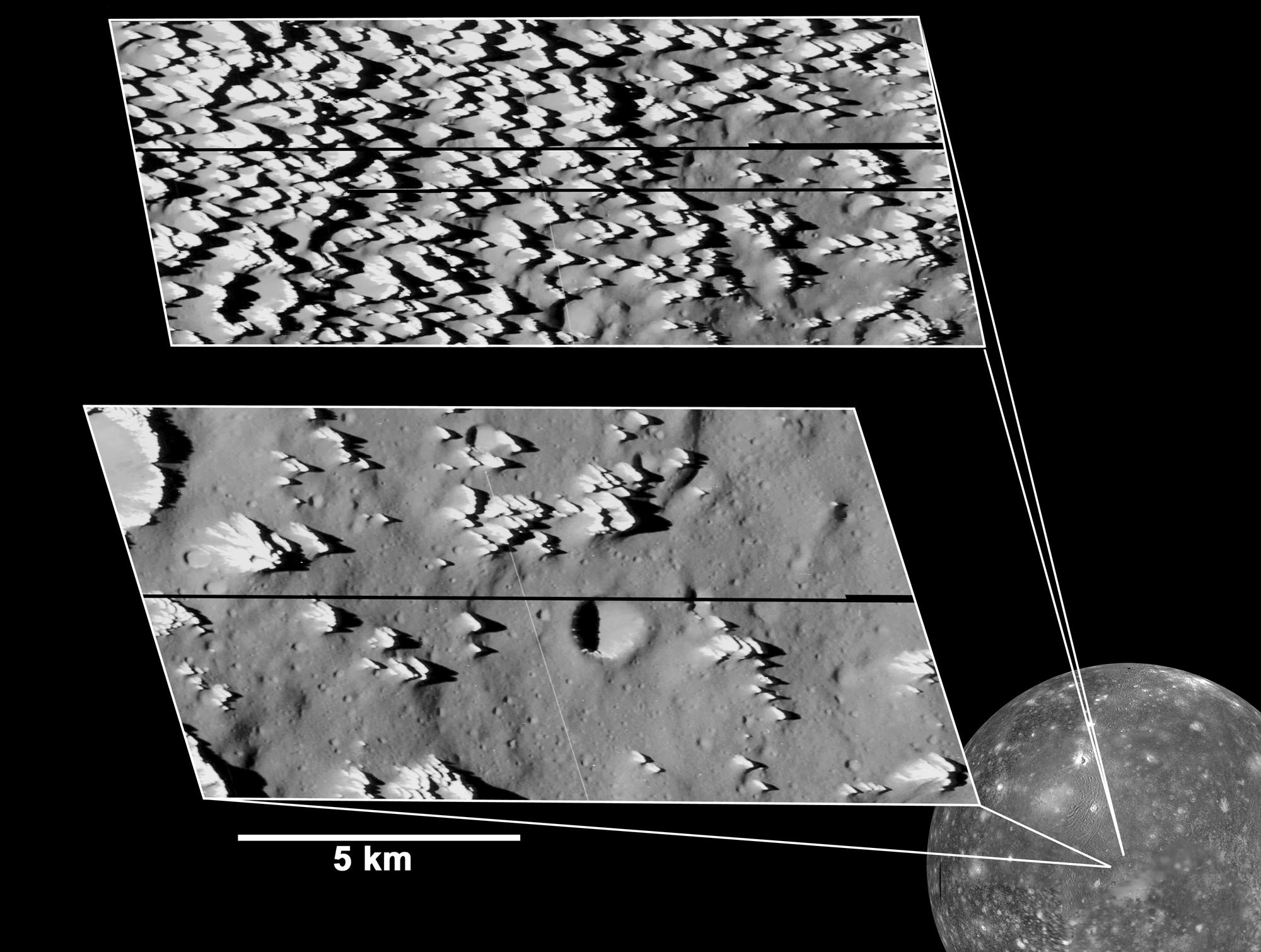
Vederi ale butoanelor de gheață erodate (sus) și în mare parte erodate (de jos) (~100 m înălțime), format posibil din resturile unui impact antic

Evoluția ulterioară a lui Callisto după acumulare a fost determinată de echilibrul încălzirii radioactive, răcirii prin conducție termică aproape de suprafață și convecției în stare solidă sau subsolidus în interior.  Detaliile convecției subsolidului în gheață reprezintă principala sursă de incertitudine în modelele tuturor sateliților înghețați. Se știe că se dezvoltă atunci când temperatura este suficient de aproape de punctul de topire, datorită dependenței de temperatură a vâscozității gheții.  Convecția subsolidului în corpurile înghețate este un proces lent, cu mișcări ale gheții de ordinul 1 centimetru pe an, dar este, de fapt, un mecanism de răcire foarte eficient pe perioade lungi de timp.  Se crede că se desfășoară în așa-numitul regim al capacului stagnant, în care un strat exterior rigid și rece a lui Callisto conduce căldura fără convecție, în timp ce gheața de sub acesta convecționează în regim subsolidus.   Pentru Callisto, stratul conductor exterior corespunde litosferei rece și rigide cu o grosime de aproximativ 100 km. Prezența sa ar explica lipsa oricăror semne de activitate endogenă pe suprafața callistoană.   Convecția în părțile interioare ale lui Callisto poate fi stratificată, deoarece sub presiunile ridicate găsite acolo, gheața există în diferite faze cristaline, începând de la gheața I de la suprafață până la gheața VII din centru.  Debutul timpuriu al convecției subsolidus în interiorul callistoan ar fi putut preveni topirea gheții la scară largă și orice diferențiere rezultată care altfel ar fi format un miez mare stâncos și o manta de gheață. Datorită procesului de convecție, totuși, separarea și diferențierea foarte lentă și parțială a rocilor și gheții din interiorul lui Callisto a avut loc la intervale de timp de miliarde de ani și ar putea continua până în prezent. 
Înțelegerea actuală a evoluției lui Callisto permite existența unui strat sau „ocean” de apă lichidă în interiorul său. Aceasta este legată de comportamentul anormal al temperaturii de topire a gheții I, care scade odată cu presiunea, atingând temperaturi de până la 251 K la 2.070 bar (207 MPa ).  În toate modelele realiste ale lui Callisto, temperatura dintr-un strat între 100 și 200 km adâncime este foarte aproape de, sau depășește ușor, această temperatură anormală de topire.    Prezența chiar și a unor cantități mici de amoniac - aproximativ 1-2% în greutate - aproape garantează existența lichidului, deoarece amoniacul ar scădea și mai mult temperatura de topire. 
Deși Callisto este foarte asemănător ca proprietăți cu Ganymede, se pare că a avut o istorie geologică mult mai simplă. Suprafața pare să fi fost modelată în principal de impacturi și alte forțe exogene.  Spre deosebire de vecinul Ganymede, cu terenul său canelat, există puține dovezi ale activității tectonice.  Explicațiile care au fost propuse pentru contrastele în încălzirea internă și diferențierea ulterioară și activitatea geologică dintre Callisto și Ganymede includ diferențele în condițiile de formare,  încălzirea mareică mai mare experimentată de Ganymede  și impacturile mai numeroase și mai energetice care ar avea au fost suferite de Ganymede în timpul bombardamentului puternic târziu.    Istoria geologică relativ simplă a lui Callisto oferă oamenilor de știință planetară un punct de referință pentru comparație cu alte lumi mai active și mai complexe. 

## Potențială locuibilitate
Se speculează că ar putea exista viață în oceanul subteran al lui Callisto. La fel ca Europa și Ganymede, precum și sateliții lui Saturn Enceladus, Dione și Titan și satelitul lui Neptun Triton,  un posibil ocean subteran ar putea fi compus din apă sărată.
Este posibil ca halofilii să prospere în ocean.  Ca și în cazul lui Europa și Ganymede, a apărut ideea că condițiile locuibile și chiar viața microbiană extraterestră pot exista în oceanul sărat de sub suprafața callistoană.  Cu toate acestea, condițiile de mediu necesare vieții par a fi mai puțin favorabile pe Callisto decât pe Europa. Principalele motive sunt lipsa contactului cu materialul stâncos și fluxul de căldură mai scăzut din interiorul lui Callisto.  Omul de știință Torrence Johnson a spus următoarele despre compararea șanselor de viață pe Callisto cu șansele de pe alți sateliți galileeni: 
"Ingredientele de bază ale vieții – ceea ce numim „chimie prebiotică” – sunt abundente în multe obiecte din sistemul solar, cum ar fi cometele, asteroizii și lunile înghețate. Biologii cred că apa lichidă și energia sunt necesare pentru a susține viața, așa că este interesant să găsim un alt loc unde am putea avea apă lichidă. Însă, energia este o altă chestiune, iar în prezent, oceanul lui Callisto este încălzit doar de elemente radioactive, în timp ce Europa are și energie mareică, de la apropierea sa mai mare de Jupiter."
Pe baza considerațiilor menționate mai sus și a altor observații științifice, se crede că dintre toți sateliții lui Jupiter, Europa are cele mai mari șanse de a susține viața microbiană.  

## Explorare
Întâlnirile lui Pioneer 10 și Pioneer 11 cu Jupiter la începutul anilor 1970 au contribuit cu puține informații noi despre Callisto, în comparație cu ceea ce era deja cunoscut din observațiile de pe Pământ.  Adevărata descoperire a avut loc mai târziu, cu zborurileVoyager 1 și Voyager 2, în 1979. Ei au fotografiat mai mult de jumătate din suprafața callistoană cu o rezoluție de 1–2 km și i-a măsurat cu precizie temperatura, masa și forma.  O a doua rundă de explorare a durat din 1994 până în 2003, când nava spațială Galileo a avut opt întâlniri apropiate cu Callisto, ultimul zbor pe orbită C30 în 2001 a fost aproape de 138 km la suprafață. Orbiterul Galileo a finalizat imagistica globală a suprafeței și a furnizat un număr de imagini cu o rezoluție de până la 15 metri din zonele selectate din Callisto.  În 2000, nava spațială Cassini în drum spre Saturn a dobândit spectre infraroșii de înaltă calitate ale sateliților galileeni, inclusiv Callisto.  În februarie-martie 2007, sonda New Horizons în drum spre Pluto a obținut noi imagini și spectre ale lui Callisto. 
Următoarea misiune planificată către sistemul Jovian este Jupiter Icy Moon Explorer (JUICE) al Agenției Spațiale Europene, care urmează să fie lansată în 2023.  Mai multe zboruri apropiate ale lui Callisto sunt planificate în timpul misiunii. 

### Propuneri vechi
Propusă anterior pentru o lansare în 2020, Europa Jupiter System Mission (EJSM) a fost o propunere comună NASA / ESA pentru explorarea sateliților lui Jupiter. În februarie 2009 a fost anunțat că ESA/NASA au acordat prioritate acestei misiuni înaintea Misiunii Titan Saturn System.  La acea vreme, contribuția ESA se confrunta încă cu concurența de finanțare din partea altor proiecte ESA.  EJSM a constat din Jupiter Europa Orbiter condus de NASA, Jupiter Ganymede Orbiter condus de ESA și, posibil, un Jupiter Magnetospheric Orbiter condus de JAXA.

## Explorarea și colonizarea umană potențială
În 2003, NASA a efectuat un studiu conceptual numit Human Outer Planets Exploration (HOPE) cu privire la viitoarea explorare umană a Sistemului Solar exterior. Ținta aleasă să se ia în considerare în detaliu a fost Callisto.  
Studiul a propus o posibilă bază pe Callisto care ar produce propulsor de rachetă pentru explorarea ulterioară a Sistemului Solar.  Avantajele unei baze pe Callisto includ radiația scăzută (datorită distanței sale față de Jupiter) și stabilitatea geologică. O astfel de bază ar putea facilita explorarea de la distanță a Europei sau ar putea fi o locație ideală pentru o stație a sistemului Jovian care deservește navele spațiale care se îndreaptă mai departe în Sistemul Solar exterior, folosind o asistență gravitațională de la un zbor apropiat al lui Jupiter după plecarea de pe Callisto. 
În decembrie 2003, NASA a raportat că o misiune cu echipaj către Callisto ar putea fi posibilă în anii 2040. 

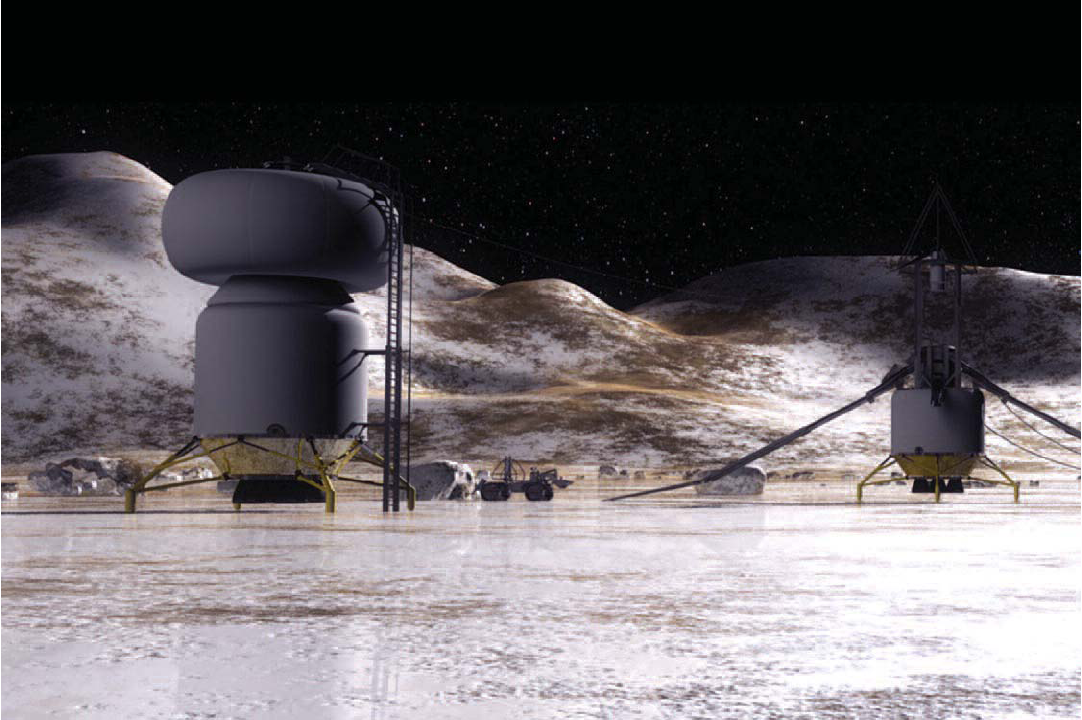
Impresie artistică a unei baze pe Callisto